# Hoogland van Tsjoekotka
Het Hoogland van Tsjoekotka of Tsjoekotkaans Hoogland (Russisch: Чукотское нагорье; Tsjoekotskoje nagorje), vroegere benamingen: Anadyrgebergte (Анадырский хребет; Anadyrski chrebet) en Tsjoekotkaans Gebergte (Чукотский хребет; Tsjoekotski chrebet), is een verzameling middelgebergten en bergmassieven in het centrale deel van de Russische autonome okroeg Tsjoekotka, in het noordoosten van het Russische Verre Oosten (Noordoost-Siberië). Het vormt onderdeel van het Oost-Siberisch Bergland.
Het hoogland strekt zich uit over een lengte van ongeveer 450 kilometer tussen de westelijke Tsjaoenbaai en de oostelijke Kaap Tsjoekotski op het Tsjoektsjenschiereiland, aan noordoostzijde van de Golf van Anadyr. In het westen grenst het aan het het Laagland van Tsjaoen en het Anjoejgebergte, in het zuidwesten aan het Anadyrplateau en het gebergte Pekoelnej en in het zuiden loopt het geleidelijk af naar het Laagland van Anadyr. Aan noordoostzijde loopt het Ekvyvatapskigebergte parallel aan het gebergte.
Enkele toppen zijn de Sjelagski (1105 meter), Pyrkanaj (1189 meter), Ekiatapski (1522 meter), Pegtymelski (1810 meter), Dvoech Tsirkov (1853 meter) en de hoogste, de Tsjantalski (1887 meter). Ten oosten van de Amgoeëma loopt het hoogland over in heuvelgebieden en heuvelketens met een hoogte tussen ongeveer 500 en 1000 meter. Het hoogland wordt op vele plekken doorsneden door soms brede riviervalleien.
In het gebergte bevinden zich ongeveer 100 gletsjers, waarvan het grootste deel bestaat uit gletsjerketels. In sommige bergketens (Pzkoenej, Iskaten en op het schiereiland Daoekin) bevinden zich veel sneeuwvelden.
De noordelijke delen van het hoogland zijn hoofdzakelijk opgebouwd uit zandsteen en schisten en worden doorbroken door granieten. In het zuiden overheersen vulkanische afzettingen. Het hoogland vormt de waterscheiding tussen de rivieren die afwateren op de zeeën van de Noordelijke IJszee (zoals de Pegtymel, Paljavaam, Tsjaoen en de Amgoeema) en de rivieren die uitmonden in de Beringzee (zoals de Belaja, Tanjoerer en Kantsjalan, die afwateren op de Anadyr).
Het ligt in een gebied met een streng klimaat met lange winters (7 à 8 maanden) en korte koele zomers. De gemiddelde januaritemperatuur varieert van -15°C in het zuidoosten tot -30°C in het noordwesten en de gemiddelde julitemperatuur van +3°C in het noorden tot +10°C in het zuiden. De gemiddelde jaarlijkse neerslag varieert tussen de 250 en 400 mm. Het weer in het oosten wordt vaak gekenmerkt door mist.
In de kustgebieden groeien cypergrassen en wollegrassen in draslandtoendra met donken en grassige veenvennen. Op de lagere delen van de gebergten groeit bergtoendra en rond de toppen heerst de poolwoestijn.
In het gebergte zijn winbare ertslagen tin, kwik en bitumeuze steenkool gevonden, die op sommige plekken zijn gewonnen, soms met inzet van Goelagdwangarbeid, zoals in het noordoostelijke Sjelagskigebergte en rond Ioeltin. Veel mijnen en mijnwerkersnederzettingen werden verlaten in de jaren 1990.